# Contea di Wilkinson (Mississippi)
La contea di Wilkinson ( in inglese Wilkinson County ) è una contea dello Stato del Mississippi, negli Stati Uniti. La popolazione al censimento del 2000 era di 10 312 abitanti. Il capoluogo di contea è Woodville.